# Tied & Tickled Trio
Den tyske gruppe Tied & Tickled Trio er opkaldt efter et bizart japansk, sado-masochistisk ritual og består hovedsageligt af medlemmer fra grupperne Notwist og Village of Savoonga.
Tied & Tickled Trio blev dannet i 1994 af Notwist-medlemmet Markus og Micha Acher. Senere blev duoen (eller trioen alt efter smag) til en sekstet. I 1998 udsendte gruppen deres første selvbetitlede album, der med et vist held parrede kærligheden til Blue Note Jazz og elektronisk tekstur.
Efter en kort pause i 1999, udkom det anmelderroste album EA1 EA2 i 2000. Her blev der for alvor åbnet for sluserne i en skøn pærevælling af jazz, electronica, kraut-rock og dub – plus alt det imellem.
Senest udkom 'A.R.C.' i 2006.

## Diskografi

### Albums
- 1998: Tied & Tickled Trio (album)
- 2000: EA1 EA2
- 2003: Observing Systems